# Citera

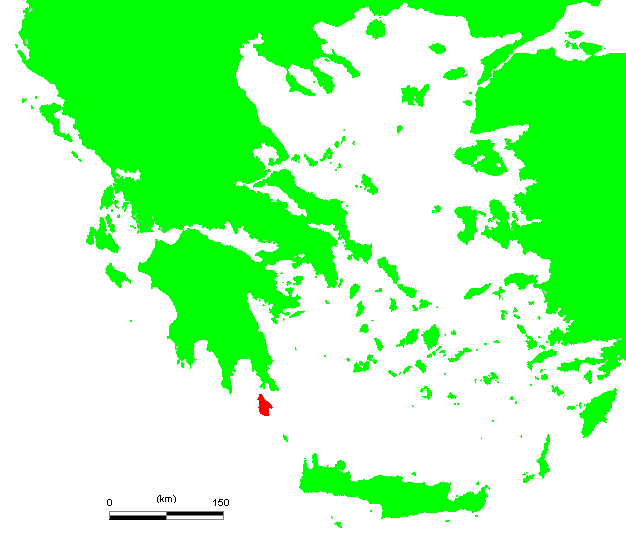
Localização de Citera na Grécia

O embarque para Citera, de Antoine Watteau

Citera (em grego: Κύθηρα; romaniz.: Kythera) é uma ilha grega que faz parte das ilhas Jónicas. Situa-se frente à extremidade oriental da península do Peloponeso, ao sul do Cabo Maleia. Tem uma área de 284 km². A paisagem é acidentada e rochosa, fruto dos ventos marítimos predominantes que, pelo efeito da erosão, moldaram as suas encostas em penhascos com baías profundas na base.

## História
Durante muitos séculos, quando o transporte naval tinha uma importância que já não tem hoje, a ilha era um ponto estratégico de relevo na região, sendo, desde a antiguidade até meados do século XIX, um ponto de paragem quase obrigatório na rota de marinheiros, comerciantes e navios militares. Como resultado, a sua história em rica em influências civilizacionais e culturais dos mais diversos quadrantes. Isto reflete-se, por exemplo, na arquitetura, que consiste numa mistura de elementos egeus e venezianos, bem como nos costumes locais que também refletem diversas influências.
A ilha foi durante muito tempo conhecida pelos seus pescadores de murex, de onde extraíam o corante púrpura. Os fenícios instalaram lá um templo à deusa Astarte-Ishtar, identificada com Afrodite, que por lá teria passado após ter nascido da espuma (aphrós) do mar. No século XVIII foi uma referência para poetas e artistas que a consideravam um local idílico, propenso aos amantes, como se verifica, por exemplo, no quadro de Antoine Watteau, O embarque para Citera.

## Mitologia
Na mitologia grega, acreditava-se que a ilha de Citera seria o local de nascimento de Afrodite, a deusa do amor, tendo sido erigido um templo em sua honra.